# Tel Awiw ha-Hagana
Tel Awiw ha-Hagana (hebr.: תל אביב ההגנה) – jedna ze stacji kolejowych w Tel Awiwie, w Izraelu. Jest obsługiwana przez Rakewet Jisra’el.

Stacja znajduje się na autostradzie Ayalon, na północ od miejsca, w którym krzyżuje się ona z autostradą nr 1. W pobliżu stacji umiejscowiony jest główny dworzec autobusowy Tel Awiwu. Dworzec jest przystosowany dla osób niepełnosprawnych.
Adres: 32 HaHagana, Tel Awiw.

## Połączenia
Pociągi z Tel Awiwu HaHagana jadą do Jerozolimy, Bet Szemesz, Lod, Bene Berak, Petach Tikwa, Rosz ha-Ajin, Kefar Sawy, Naharijji, Hajfy, Riszon le-Cijjon, Binjamina-Giwat Ada, Netanii, Rechowot, Aszkelonu i Beer Szewy.
Jest to pierwszy przystanek z Beer Szewy, na którym można się przesiąść do pociągu jadącego w stronę Lotniska Ben Guriona.

## Udogodnienia
- bankomat,
- automaty do kart Raw-Kaw,
- biletomaty,
- Wi-Fi,
- kawiarnia,
- udogodnienia dla niepełnosprawnych (ruchome schody, windy),
- stojaki dla rowerów,
- WC,
- biblioteczka,
- bliskość Centralnego Dworca Autobusowego i przystanków transportu publicznego.

## Godziny
| Dni      | Godziny     |
| -------- | ----------- |
| Nd.-Czw. | 04.00-00.30 |
| Piątek   | 04.30-18.00 |
| Sobota   | 19.30-01.00 |

| Dni      | Godziny     |
| -------- | ----------- |
| Nd.-Czw. | 06.00-22.00 |
| Piątek   | 06.00-15.00 |
| Sobota   | 18.30-22.45 |

## Kwestie bezpieczeństwa
Do stacji prowadzi jedno strzeżone wejście, przy którym odbywa się kontrola bagażu, rzeczy osobistych, dokumentów, dokonywana przez uzbrojonych strażników. Budynek wraz z peronami są monitorowane i kontrolowane. Wyjście ze stacji odbywa się przez obrotowe bramki.